# Польська полиця в Україні
Польська полиця в Україні — пілотний польсько-український проєкт, спрямований на поповнення фондів українських публічних бібліотек. Ініціатори  проєкту — Міністерство культури та національної спадщини Польщі і Міністерство культури та інформаційної політики України.
Проєкт «Польська полиця в Україні» реалізується Інститутом книги (пол. Instytut Książki) в Польщі на кошти, виділені на цю мету МКіНС РП, у співпраці з Українським інститутом книги.

## Мета проєкту
Проєкт «Польська полиця» має на меті охопити читачів — як іноземних, так і польських — у різних країнах світу через місцеві публічні бібліотеки, пропагуючи знання про Польщу, польську культуру та історію, а також формування позитивного образу Польщі.

## Історія
Проєкт «Польська полиця» був започаткований 2017 року у Великобританії. У 2019 році «польські полиці» з’явились у бібліотеках нью-йоркського Брукліна та Філадельфії (США). Україна — третя країна, де Інститут книги реалізує  цей проєкт.
11 травня 2021 року Посол Республіки Польща в Україні Бартош Ціхоцький відкрив українську версію проєкту «Польська полиця» у Херсонській обласній універсальній науковій бібліотеці.
В рамках проєкту понад 1200 книг польською та українською мовами безкоштовно отримали 26 публічних бібліотек України. Серед видань були романи «Лялька» Болеслава Пруса, «Знахар» Тадеуша Доленги-Мостовича, «Книги Якова» Ольги Токарчук, збірка оповідань «Магазини кориці» Бруно Шульца та інші твори польських авторів.

## Проєкт у 2023 році
У межах проєкту у 2023 році публічні бібліотеки України, які подали заявку, безкоштовно отримали комплекти із 20 нових книжок — перекладів українською мовою польської класичної та сучасної літератури для дорослих і дітей. Серед них: історичні романи Генріка Сенкевича (1846—1916) «Quo vadis», «Вогнем і мечем», «Потоп», «Пан Володийовський»; збірка оповідань жахів Стефана Грабинського (1887—1936) «Демон руху»; п'єса Збіґнєва Герберта (1924—1998) «Печера філософів»;  збірка творів відомого сучасного польського письменника-фантаста Яцека Дукая (1974 р .н.) «В краю невірних».
Добірка містить історичні, художньо-публіцистичні, мемуарні твори: спогади Юзефа Чапського (1896—1993) «На нелюдській землі» про ГУЛАГ, участь в організації Польської армії генерала Андерса, Катинську трагедію; «Воєнні спогади» відомої польської діячки, науковиці, львів'янки Кароліни Лянцкоронської (1898—2002) про події Другої світової війни;  «Діалоги з совєтами» Станіслава Вінценза (1888—1971); твори  «журналіста століття»  Ришарда Капусцінського (1932—2007) «Імператор» і «Шахіншах» про події революцій в Ефіопії та Ірані; книжка Вітольда Шабловського (1980 р. н.) «Кулемети й вишні. Історії про добрих людей з Волині», що розповідає про Волинську трагедію; журналістські  репортажі «Кордони мрій. Про невизнані республіки» Томаша Ґживачевського (1986 р. н.).
Дитячі книги представлені збіркою романів відомого польського письменника і педагога Януша Корчака (1878—1942) «Кайтусь-чарівник», «Банкрутство малого Джека», «Коли я знову стану малим», книгами  сучасних польських письменниць: романом-казкою Дороти Тераковської (1938—2004) «Дочка Чарівниць», казкою Юстини Беднарек (1970 р. н.) «Неймовірні пригоди десятьох шкарпеток (чотирьох правих і шістьох лівих)» та повістю Катажини Ририх (1959 р. н.) «Лопушане Поле», яка отримала нагороду «Книжка року 2017» Польської секції Міжнародної ради з дитячої та юнацької книги.
Учасниками проєкту стали понад 1400 бібліотек України. Повний бюджет проєкту склав близько 150 тисяч євро. Всі угоди на видання книжок і доставку були укладені і профінансовані польською стороною.
Проєкт став доброю нагодою для українських читачів дізнатися більше про культуру та літературу Польщі — країни, що прихистила сотні тисяч українських біженців від російської збройної агресії. В цій країні створені сотні українських поличок в бібліотеках та книгарнях, перекладено низку українських авторів польською мовою.

## Список видань, отриманих бібліотеками 2023 року
- Беднарек Ю. Неймовірні пригоди десятьох шкарпеток (чотирьох правих і шістьох лівих) : для мол. шк. віку / Юстина Беднарек ; пер. з пол. Божени Антоняк ; худож. Даніель де Лятур. — Львів :Урбіно, 2023. — 160 с. : іл.
- Вінценз С. Діалоги з совєтами / Станіслав Вінценз ; пер. з пол. Олег Герасим. — Вид. 2-ге. — Львів : Апріорі, 2023. — 296 с.
- Герберт З. Печера філософів : п'єса / пер. з пол. Лариси Андрієвської. — Львів : Видавництво Анетти Антоненко, 2023. — 64 с.
- Грабинський С. Демон руху / Стефан Грабинський ; пер. з пол. Лариси Андрієвської. — Київ : Знання, 2023. — 165 с. — (Голоси Європи).
- Ґживачевський Т. Кордони мрій: Про невизнані республіки / Томаш Ґживачевський; пер. з пол. Наталії Ткачик. — Чернівці : Книги — XXI, 2023. — 304 с.
- Дукай Я. В краю невірних / Яцек Дукай ; пер. з пол. Андрій Павлишин. — Вид. 2-ге. — Львів : Астролябія, 2023. — 528 с.
- Капусцінський Р. Імператор ; Шахіншах / Ришард Капусцінський ; пер. з пол. Олеся Герасима. — Чернівці : Книги — XXI, 2023. — 296 с.
- Корчак Я. Кайтусь-чарівник ; Банкрутство малого Джека ; Коли я знову стану малим / Януш Корчак ; упоряд. і пер. з пол. Андрія Павлишина. — Київ : Знання, 2023. — 430 с. — (Голоси Європи).
- Лянцкоронська К. Воєнні спогади. 22 вересня 1939 — 5 квітня 1945 / Кароліна Лянцкоронська ; пер. з пол. Наталі Ткачик. — Чернівці : Книги — XXI, 2023. — 424 с.
- Ририх К. Лопушане Поле : повість-казка : для мол. та серед. шк. віку / Катажина Ририх ; пер. з пол. Божени Антоняк ; худож. Гражина Рігаль. — Львів : Урбіно, 2023. — 128 с. : іл.
- Сенкевич Г. Вогнем і мечем : роман. У 2 т. Т. 1—2 /  Генрік Сенкевич ; пер. з пол. Є. Литвиненко. — Тернопіль : Богдан, 2023. — (Світовий історичний роман).
- Сенкевич Г. Пан Володийовський /  Генрік Сенкевич ; пер. з пол. Є. Литвиненко. — Тернопіль : Богдан, 2023. — 672 с. — (Світовий історичний роман).
- Сенкевич Г. Потоп : роман. У 3 т. Т. 1—3 /  Генрік Сенкевич ; пер. з пол. Є. Литвиненко. — Тернопіль : Богдан, 2023. — (Світовий історичний роман).
- Сенкевич Г. Quo vadis : роман / Генрік Сенкевич ; пер. з пол. Віктора Бойка. — Харків : Фоліо, 2023. — 507 с. — (Бібліотека світової літератури).
- Тераковська Д. Дочка Чарівниць /  Дорота Тераковська ; пер. з пол. Дзвінки Матіяш. — Львів : Видавництво Старого Лева, 2023. — 422 с.
- Чапський Ю. На нелюдській землі / Юзеф Чапський ; пер. з пол. Олеся Герасима. Чернівці : Книги — XXI, 2023. — 320 с.
- Шабловський В. Кулемети й вишні : історії про добрих людей з Волині / Вітольд Шабловський ; пер з пол. Андрія Бондаря. — Львів : Видавництво Старого Лева, 2023. — 352 с.